# シー・クルーズ
シー・クルーズ（Sea Cruise）は、ニューオーリンズ出身のR&Bピアニスト、ヒューイ・"ピアノ"・スミスが作詞作曲し、フランキー・フォードがヴォーカルを取った楽曲。1959年にエイス・レコードよりフォード名義のシングル盤としてリリースされた。

## 概要
元々は、ヒューイ・スミスが自身のグループ、ザ・クラウンズとレコーディングしたものだったが、レーベル側の判断でフォードに歌わせることが決定。ヒューイ・スミスの用意したバック・トラックにフォードのヴォーカルを被せる形でのリリースとなった。B面の楽曲「Roberta」も同様にヒューイ・スミスが作曲し、レコーディングした楽曲「Loberta」にフォードのヴォーカルを被せたものである。
ビルボードのポップス・チャートで14位、R&Bチャートで11位のヒットを記録し、フォード最大のヒット曲となっている。
一方ヒューイ・スミスのオリジナル・バージョンはシングルにはならず、1971年になってから「Loberta」とともにLP『Huey "Piano" Smith's Rock & Roll Revival!』に収録された。このバージョンは、スミスとクラウンズのメンバー、ジェリ・ホールがデュエットで歌う形となっている。

## シングル
| 年   | 曲名                     | レーベル名 | レコードNo. | 最高位       | 最高位  |
| 年   | 曲名                     | レーベル名 | レコードNo. | 米国ポップス | 米国R&B |
| ---- | ------------------------ | ---------- | ----------- | ------------ | ------- |
| 1958 | A: Sea Cruise B: Roberta | Ace        | 554         | 14 —         | 11 —    |

## 映画などでの使用
1978年の『アメリカン・ホット・ワックス　アラン・フリード物語』（ティム・マッキンタイア主演）、1997年の『カリブは最高!』(ジャック・レモン主演)などの映画にフランキー・フォードのこの曲が使われている。

## 主なカバー・バージョン
ヒューイ・スミスの楽曲としては最も多くのカバーが存在するものの一つである。
| 年     | アーティスト名         | 収録アルバム                              |
| ------ | ---------------------- | ----------------------------------------- |
| 1964年 | ハーマンズ・ハーミッツ | 『Introducing Herman's Hermits』          |
| 1971年 | ジョニー・リヴァース   | シングル                                  |
| 1972年 | シャ・ナ・ナ           | 『The Night Is Still Young』              |
| 1973年 | ホセ・フェリシアーノ   | 『Compartments』                          |
| 1975年 | ジョン・フォガティ     | 『John Fogerty』                          |
| 1980年 | リコ・ロドリゲス       | シングル（インスト）                      |
| 1981年 | ドン・マクリーン       | 『Believers』                             |
| 1981年 | ビーチ・ボーイズ       | 『Ten Years of Harmony』                  |
| 1982年 | グレン・フライ         | 『No Fun Aloud』                          |
| 1990年 | クリフ・リチャード     | 『From a Distance - The Event』           |
| 2004年 | ロリー・ギャラガー     | 『At Rockpalast』                         |
| 2006年 | ヨ・ラ・テンゴ         | 『Yo La Tengo Is Murdering The Classics』 |